# Munfrâ
Munfrâ è il decimo cd (l’ottavo in studio) del gruppo italiano Yo Yo Mundi, pubblicato nel 2011.

## Tracce
1. Munfrâ – 3:25
2. Sstéila – 2:29
3. Il grande libro dell'ombra – 4:41
4. 'Dùma ch'andùma – 1:36
5. Carvé 1928 – 4:36
6. Na bèla còrba ed nìule – 5:02
7. Arcanssél – 2:48
8. Léngua ed ssu – 3:12
9. Sstéila féssta – 0:47
10. Tè chi t'éi? – 4:25
11. Trampulìn – 2:55
12. Rataràura – 3:04
13. Rabdomantiko – 4:41
14. Léngua ed ssu: El bâl – 1:20
15. La ballata del tempo del sogno – 4:25
16. Orsanti – 3:48

## Formazione

### Gruppo
- Paolo Enrico Archetti Maestri - voce, chitarra acustica, chitarra elettrica
- Andrea Cavalieri - contrabbasso, contrabbasso elettrico, basso acustico, basso elettrico, clarinetto, clarinetto basso, voce
- Fabio Martino - fisarmonica, melodica, pianoforte, glockenspiel, vibrafono, harmonium, organo, voce
- Eugenio Merico - batteria
- Fabrizio Barale - lap steel guitar, mandola, chitarra acustica, chitarra elettrica

Altri musicisti
- Ivano A. Antonazzo - cori
- Sergio Berardo - ghironda in do, ghironda in sol
- Claudio Fossati - batteria, percussioni
- Elisabetta Gagliardi - vocalizzi, cori
- Fabio Rinaudo - musette bourbonnaise 16 e 24 pollici, tin whistle
- Betti Zambruno - cori
- Mario Arcari
- Bertino Astori
- Banda Osiris
- Bandarotta Fraudolenta
- Silvio Barisone
- Maurizio Camardi
- Gino Capogna
- Daniele Caronna (ex Birkin Tree)
- GianLuca Dessì
- Eugenio Finardi
- Filippo Gambetta
- Hevia
- Alex Leonte
- Michele Lobaccaro (Radiodervish)
- Andrea Masotti
- Dario pg Milan
- Franco Minelli (Orchestra Bailam)
- Luca Olivieri
- Diego Pangolino
- Alessandro Pipino
- Nabil Salameh
- Stefano Valla
- Steve Wickham
- Vincenzo Zitello